# شبهاناوية
الشبهاناوية (الاسم العلمي: Paliureae) هي قبيلة من النباتات تتبع الفصيلة السدرية من رتبة الورديات.

## أجناس الشبهاناوية
- الشبهان
- الزفيزف
- الهوفنية